# Бессель (лунный кратер)
Кратер Бессель (лат. Bessel) — небольшой ударный лунный кратер, находящийся в южной центральной части Моря Ясности на видимой стороне Луны. Образование кратера относится к эратосфенскому периоду. Впервые описан Иоганном Медлером в 1834 г. Кратер назван в честь Фридриха Вильгельма Бесселя, немецкого математика и астронома XIX века. Примечательно что в научной дискуссии, разгоревшейся в XIX веке, Фридрих Бессель отстаивал мнение об отсутствии на Луне атмосферы и жизни. Название утверждено Международным астрономическим союзом в 1935 г.

## Описание кратера

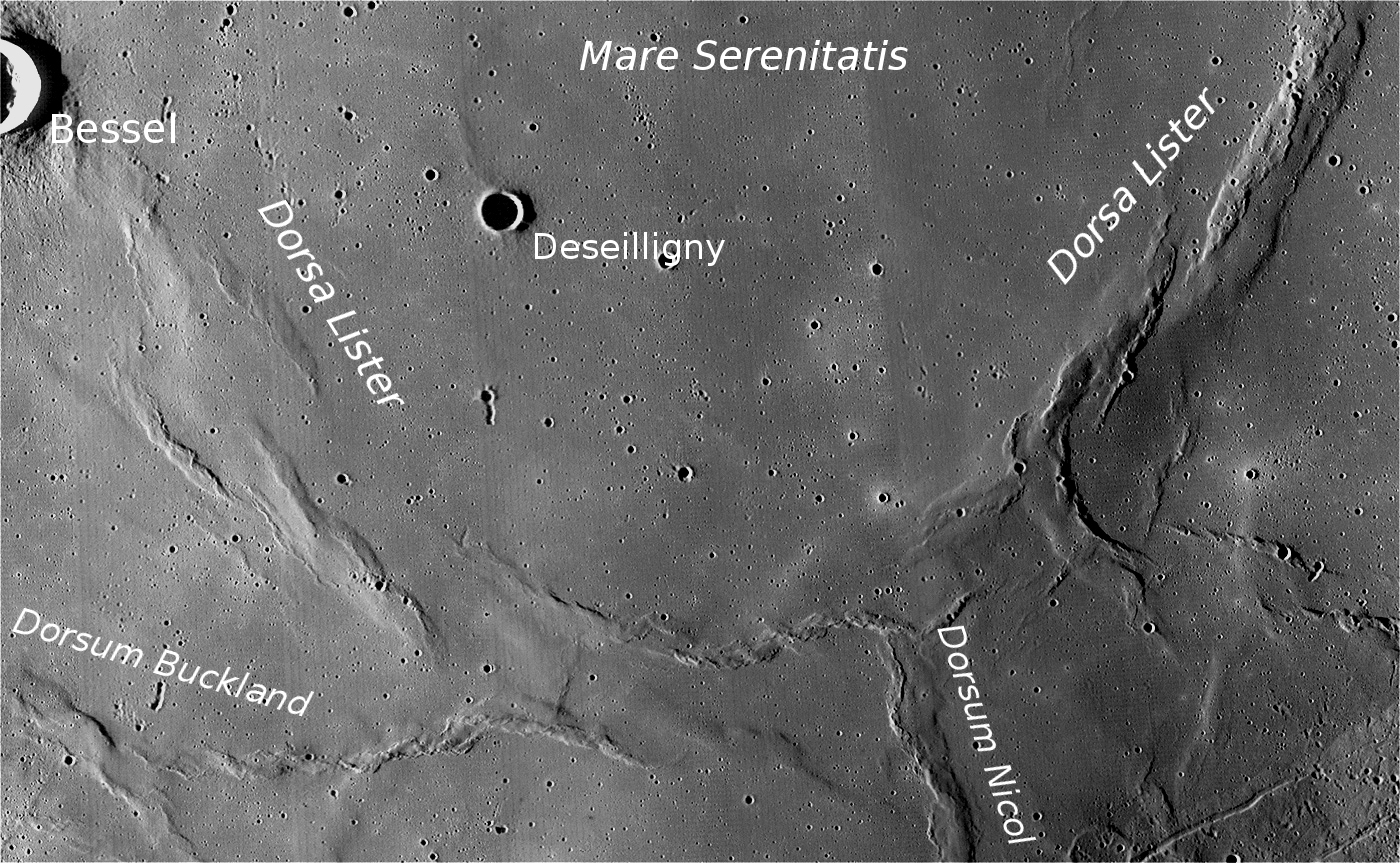
Окрестности кратера Бессель. Снимок зонда Lunar Reconnaissance Orbiter.

Диаметр кратера — 15,6 км, глубина — 1,77 км. Точные селенографические координаты центра кратера — 21°44′ с. ш. 17°55′ в. д. / 21,73° с. ш. 17,92° в. д.. На востоке от кратера находится небольшой кратер Дезейини, на западе-юго-западе — кратер Сульпиций Галл, на юго-западе кратер Бобилье, на юге — кратеры Менелай и Таке. На востоке от кратера также находится цепочка гряд, имеющая неофициальное название Змеиный хребет.
Несмотря на свои небольшие размеры, кратер Бессель является самым крупным кратером, находящимся непосредственно в Море Ясности. Кратер имеет правильную круглую форму. Окружающий его вал имеет более высокое альбедо, нежели поверхность моря. В связи с небольшими размерами кратера террасовидные структуры вала, характерные для более крупных кратеров, отсутствуют. У подножия внутреннего склона находятся завалы пород, обрушившихся при формировании вала. Центральный пик отсутствует, на его месте находится незначительная возвышенность.

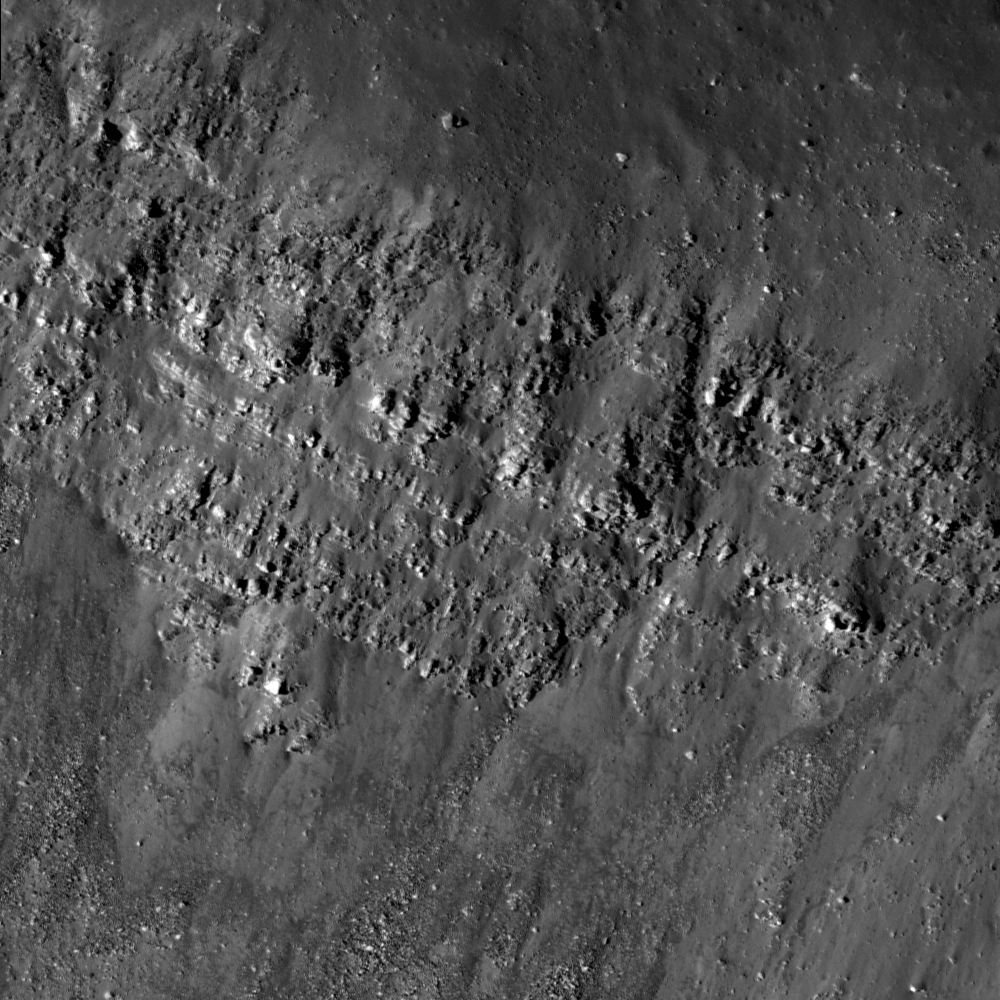
Снимок лавовых отложений в северной части внутреннего склона.

Вал кратера сохранился в достаточно неповрежденном виде, за исключением отдельных мелких фрагментов, упавших на дно кратера, что позволило сделать с помощью камеры Lunar Reconnaissance Orbiter весьма любопытное открытие. На снимках обнажений северной части вала, сделанной камерой зонда, четко видны многочисленные слои, которые, вероятно, являются базальтовыми лавовыми отложениями. В процессе формирования лунного рельефа лунные моря неоднократно заполняли базальтовые расплавы, образуя обширные, но сравнительно тонкие слои. Система этих слоёв обнажена в кратере Бессель и некоторых других кратерах, что позволило установить ограничения на толщину отдельных лавовых потоков.
По западной части кратера Бессель проходит луч Бесселя, пересекающий Море Ясности в направлении с юго-запада на северо-восток (см. фотографию в разделе «Сателлитные кратеры»). Согласно распространённой версии этот луч принадлежит к лучевой системе кратера Тихо. Спектральный анализ подтвердил, что порода данного луча соответствует породам лунных возвышенностей. Он продолжается и за северо-восточным краем моря, и его окончание находится на расстоянии 4000 км от кратера Тихо (3/4 длины лунного меридиана). Однако большинство лучей кратера Тихо распространяется приблизительно на 1500 км, а расстояние между центрами кратеров Тихо и Бессель составляет 2000 км. Луч Бесселя «соединяет» кратер Бессель с кратером Менелай, располагающимся на южной границе Моря Ясности. По другой версии, луч Бесселя появился при образовании кратера Менелай.
Кратер включен в список кратеров с яркой системой лучей Ассоциации лунной и планетарной астрономии (ALPO).

## Сателлитные кратеры
| Бессель | Координаты                                            | Диаметр, км |
| ------- | ----------------------------------------------------- | ----------- |
| D       | 27°20′ с. ш. 19°52′ в. д. / 27,34° с. ш. 19,86° в. д. | 5,2         |
| F       | 21°16′ с. ш. 13°50′ в. д. / 21,26° с. ш. 13,84° в. д. | 0,6         |
| G       | 21°08′ с. ш. 14°44′ в. д. / 21,14° с. ш. 14,74° в. д. | 1,1         |
| H       | 25°41′ с. ш. 20°00′ в. д. / 25,69° с. ш. 20,00° в. д. | 3,7         |

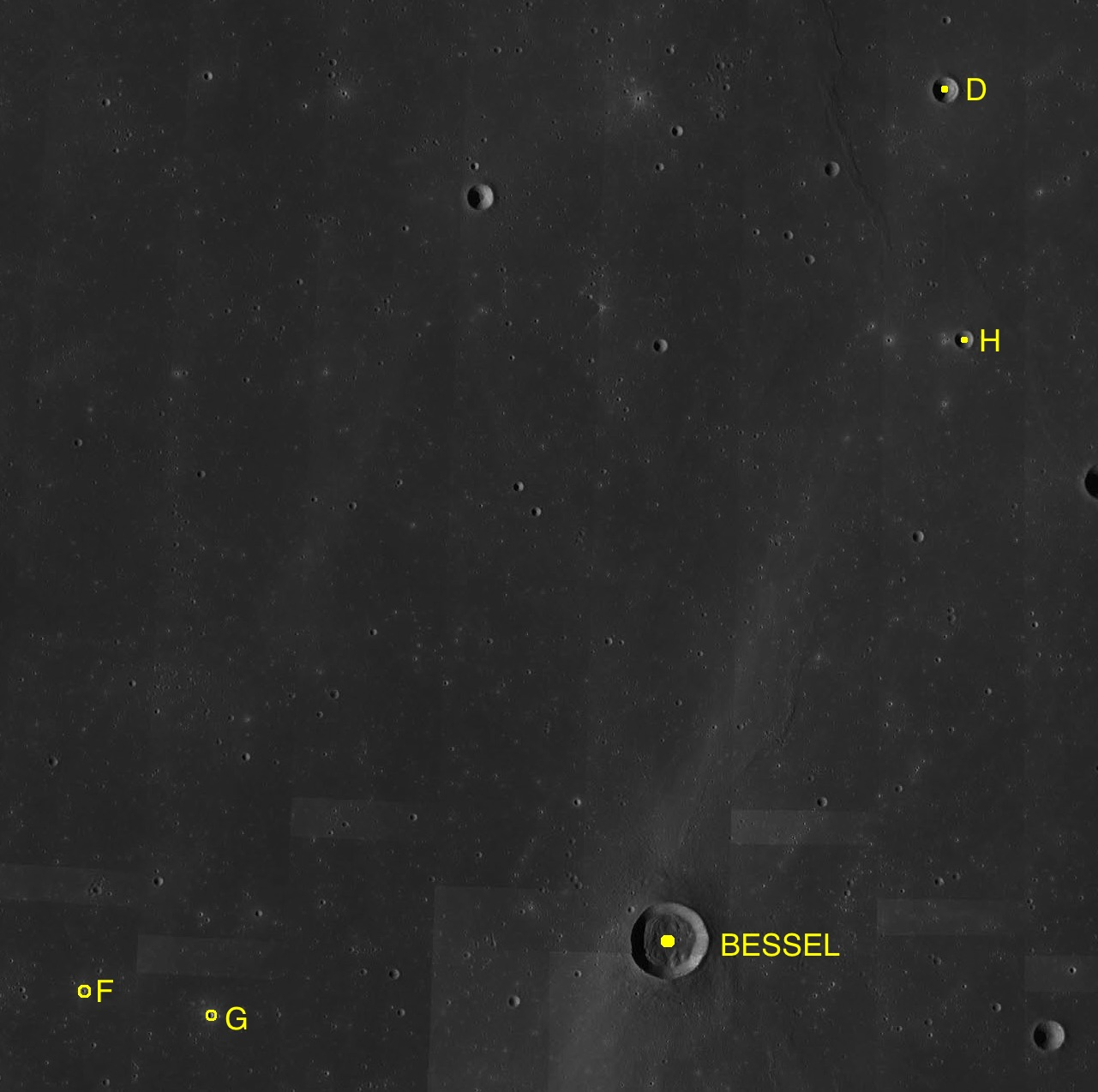
Фрагмент карты LAC-42.

Следующим сателлитным кратерам Международный астрономический союз присвоил собственные имена:
- Бессель A — кратер Сарабхай (1973 год)
- Бессель E — кратер Бобилье (1976 год)

## Галерея

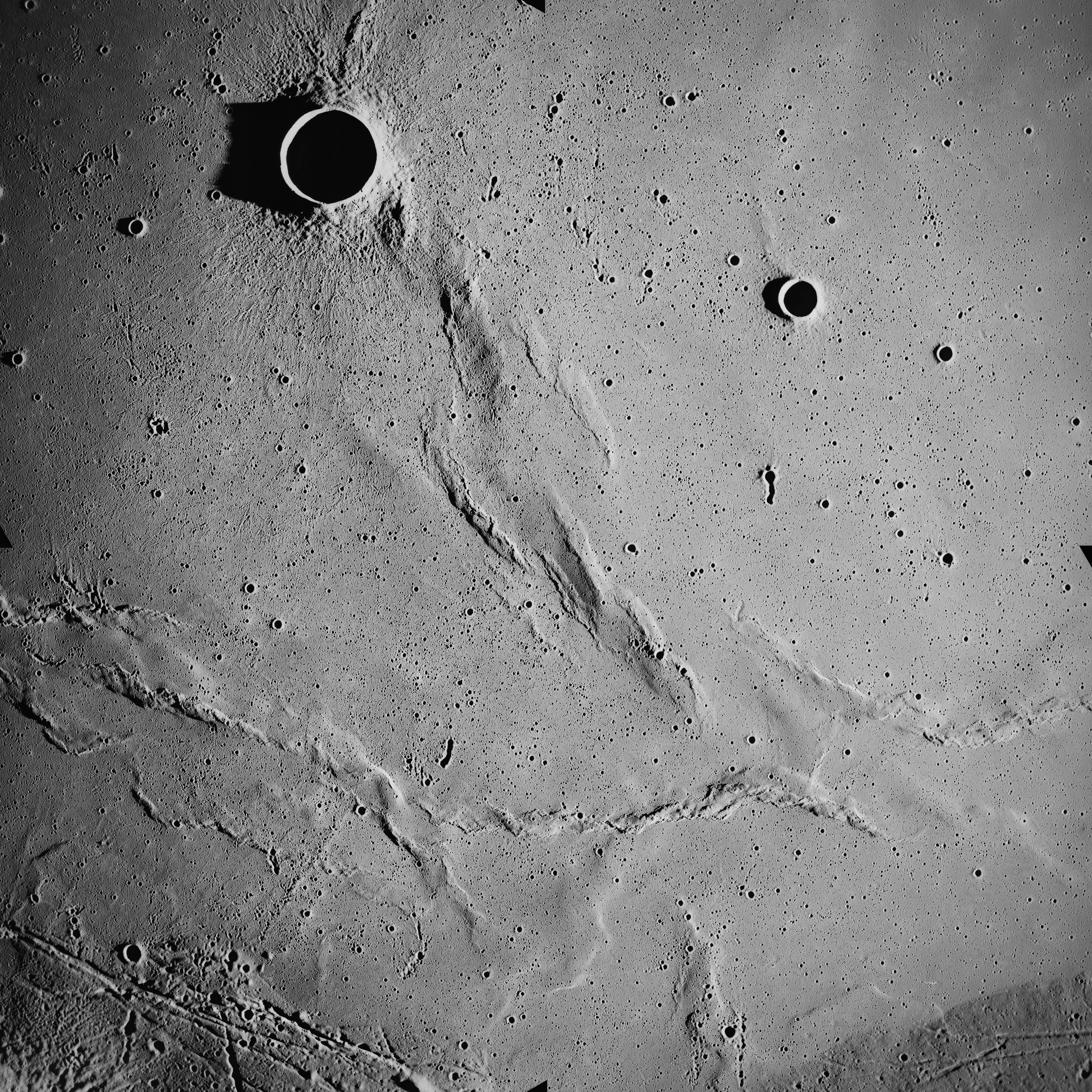
Кратеры Бессель и Дезейини. Снимок с борта Аполлона-17.